# 精神保健福祉士法
精神保健福祉士法（せいしんほけんふくししほう、平成9年12月19日法律第131号）は、精神保健福祉士の資格を定めて、その業務の適正を図り、もって精神保健の向上および精神障害者の福祉の増進に寄与することに関する法律である。（同法1条）

## 構成
- 第1章 総則（第1条 - 第3条）
- 第2章 試験（第4条 - 第27条）
- 第3章 登録（第28条 - 第38条）
- 第4章 義務等（第38条の2 - 第43条）
- 第5章 罰則（第44条 - 第48条）
- 附則

## 経緯
医療とは異なる観点から精神障害者の生活を支援していく体制を整備していくことが課題となっていた中、1988年の精神衛生法改正以来、衆参両院より7回にわたり附帯決議が行われるなど、精神障害者の社会復帰に関する相談援助を行う専門職創設の必要性が指摘されてきた。
上記背景を踏まえ、政府は1997年の第140回国会に本法案を提出。第141回国会会期の最終日である同12月12日に成立し、1998年4月1日から施行された。
2010年12月には、精神保健福祉士が地域移行支援や地域定着支援に携わることの明確化や、誠実義務を新たに定めるなどの法改正が行われた（施行は2012年4月）。

## 主務官庁
厚生労働省の所管となる。

## 資格
- 精神保健福祉士